# Suore ancelle del Cuore Immacolato di Maria (Scranton)
Le Suore ancelle del Cuore Immacolato di Maria (in inglese Sisters Servants of the Immaculate Heart of Mary; sigla I.H.M.) sono un istituto religioso femminile di diritto pontificio.

## Storia
Le origini della congregazione si ricollegano con quelle dell'istituto fondato nel 1845 a Monroe dal missionario redentorista Louis-Florent Gillet.
Il seguito all'erezione della diocesi di Scranton, le comunità della congregazione di Monroe che si ritrovarono nel suo territorio si resero autonome dalla casa-madre e furono costituite in congregazione di diritto diocesano con decreto del 15 agosto 1871.
L'istituto ricevette il pontificio decreto di lode il 21 novembre 1960.

## Attività e diffusione
Le suore si dedicano all'istruzione e al'educazione cristiana della gioventù e alla cura dei malati.
Oltre che negli Stati Uniti d'America, sono presenti in Perù e Messico; la sede generalizia è a Scranton, in Pennsylvania.
Alla fine del 2015 l'istituto contava 367 religiose in 106 case.